# Тишко Михайло Олексійович
Михайло Олексійович Тишко (нар. 15 січня 1959, Харків, Українська РСР, СРСР) — радянський та український фехтувальник на шпагах, бронзовий призер Олімпійських ігор 1988 року, чемпіон світу. З 2011 — старший тренер чоловічої збірної України зі шпаги.. Закінчив Харківський університет.

## Виступи на Олімпіадах
| Олімпіада | Дисципліна          | Місце |
| --------- | ------------------- | ----- |
| Сеул 1988 | індивідуальна шпага | 26    |
| Сеул 1988 | командна шпага      | 3     |